# Логоли
Логоли (Llogole, Llugule, Logooli, Lugooli, Lulogooli, Luragoli, Maragoli, Maragooli, Ragoli, Uluragooli) — язык банту, на котором говорит народ мараголи (второе по величине племя лухья), который проживает в округе Вихига Западной провинции в Кении, а также в административном районе Кьямбахи округа Серенгети области Мара в Танзании. «Мулоголи» называют персону из народа логоли. Язык логоли не совсем близок к другим языкам, на которых говорит группа народов лухья.